# Colle Cima di Coppi
Il Colle Cima di Coppi è un rilievo dei monti Lucretili, nel Lazio, nella provincia di Rieti, nel comune di Scandriglia.